# Bruno Liljefors

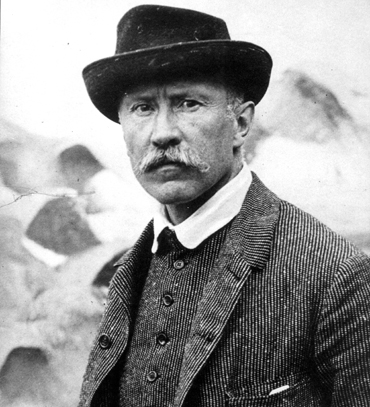
Bruno Liljefors

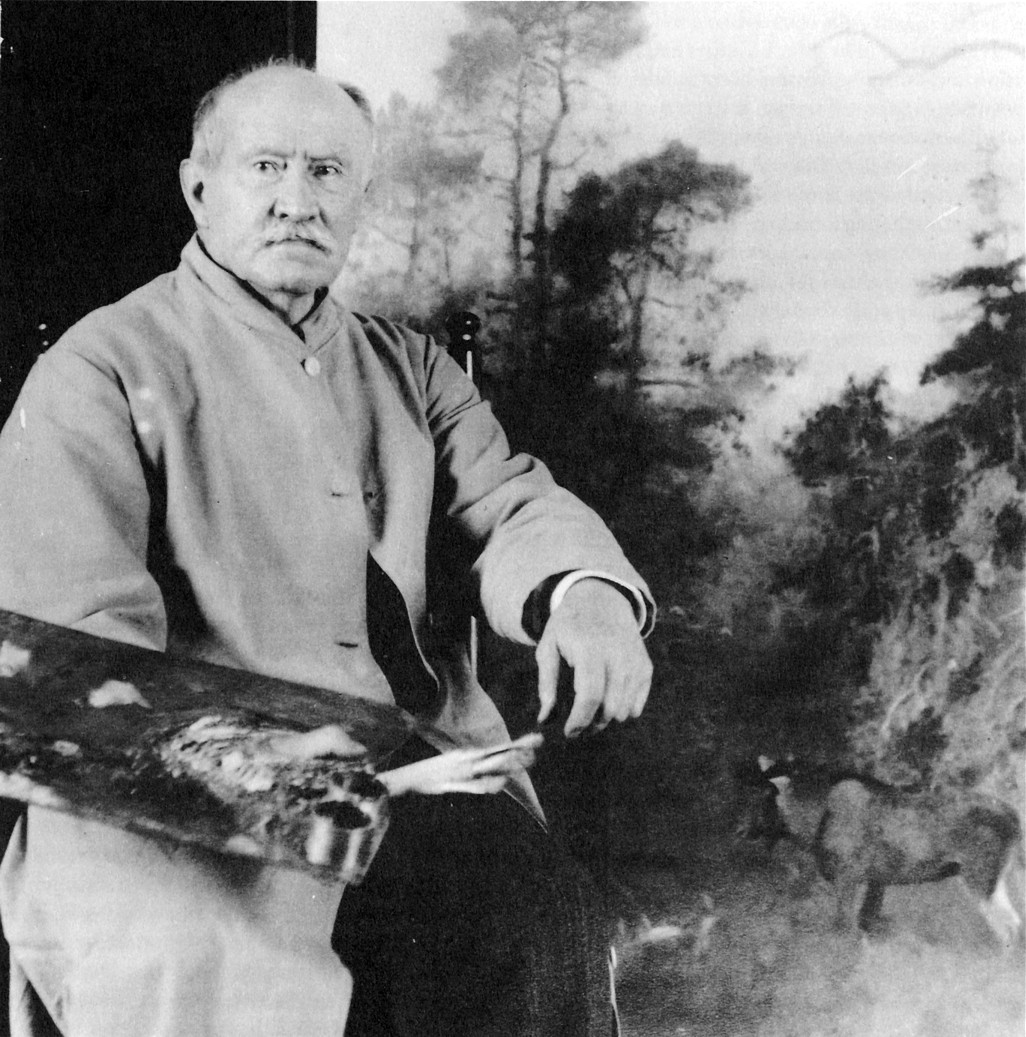
Liljefors in seinem Atelier in Österbybruk

Bruno Andreas Liljefors (* 14. Mai 1860 in Uppsala; † 18. Dezember 1939 in Stockholm) war ein schwedischer Maler, der hauptsächlich durch seine realistischen Tierdarstellungen bekannt wurde.

## Leben
Bruno Liljefors bildete sich von 1879 bis 1882 an der Kunstakademie in Stockholm aus, danach unternahm er Reisen nach Düsseldorf, Bayern und Italien. 1882/83 nahm er Privatunterricht beim Düsseldorfer Tiermaler Carl Friedrich Deiker. 1886 ging er für die Freilichtmalerei nach Grez-sur-Loing in Frankreich. Seine Freunde Anders Zorn (1860–1920) und Carl Larsson (1853–1919) übten einen großen Einfluss auf seine künstlerische Entwicklung aus. 1896 erhielt er auf der Internationalen Kunstausstellung in Berlin eine kleine Goldmedaille. Weil sich seine Gemälde nur schwer verkaufen ließen, war er lange auf die finanzielle Unterstützung seiner Freunde angewiesen.
1886 begann er sich für japanische Drucke zu interessieren. Liljefors schilderte wie kein Anderer den Alltag der Tiere mit deren Bewegung, Anatomie und der Anpassung an die Natur. Das stand ganz im Gegensatz zur „idyllischen“ Tiermalerei dieser Zeit. Bekannte Werke sind Die Fuchsfamilie (1886), Seeadler (1897) und die Skulptur Spiel (1930) beim Olympiastadion in Stockholm. Von ihm stammten auch die Hintergrundgemälde im Biologischen Museum, das zur Stockholmer Ausstellung 1897 gebaut wurde und das man noch immer besichtigen kann.
Bruno Liljefors jüngerer Bruder war der Komponist Ruben Liljefors (1871–1936). Das Atelier von Bruno Liljefors in Österbybruk in der Gemeinde Östhammar ist heute ein Museum.

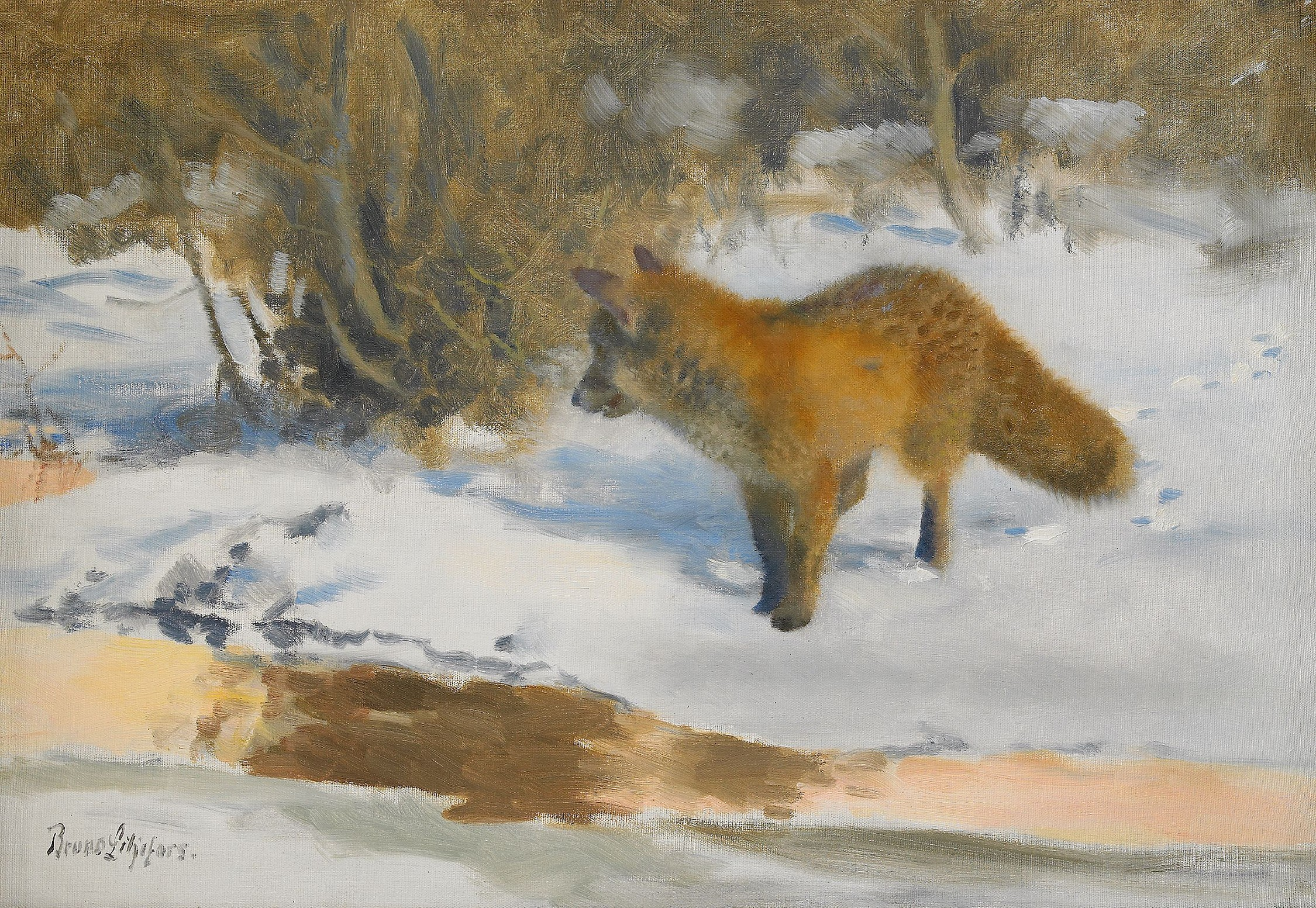
Winterlandschaft mit Fuchs
Füchse (1885)
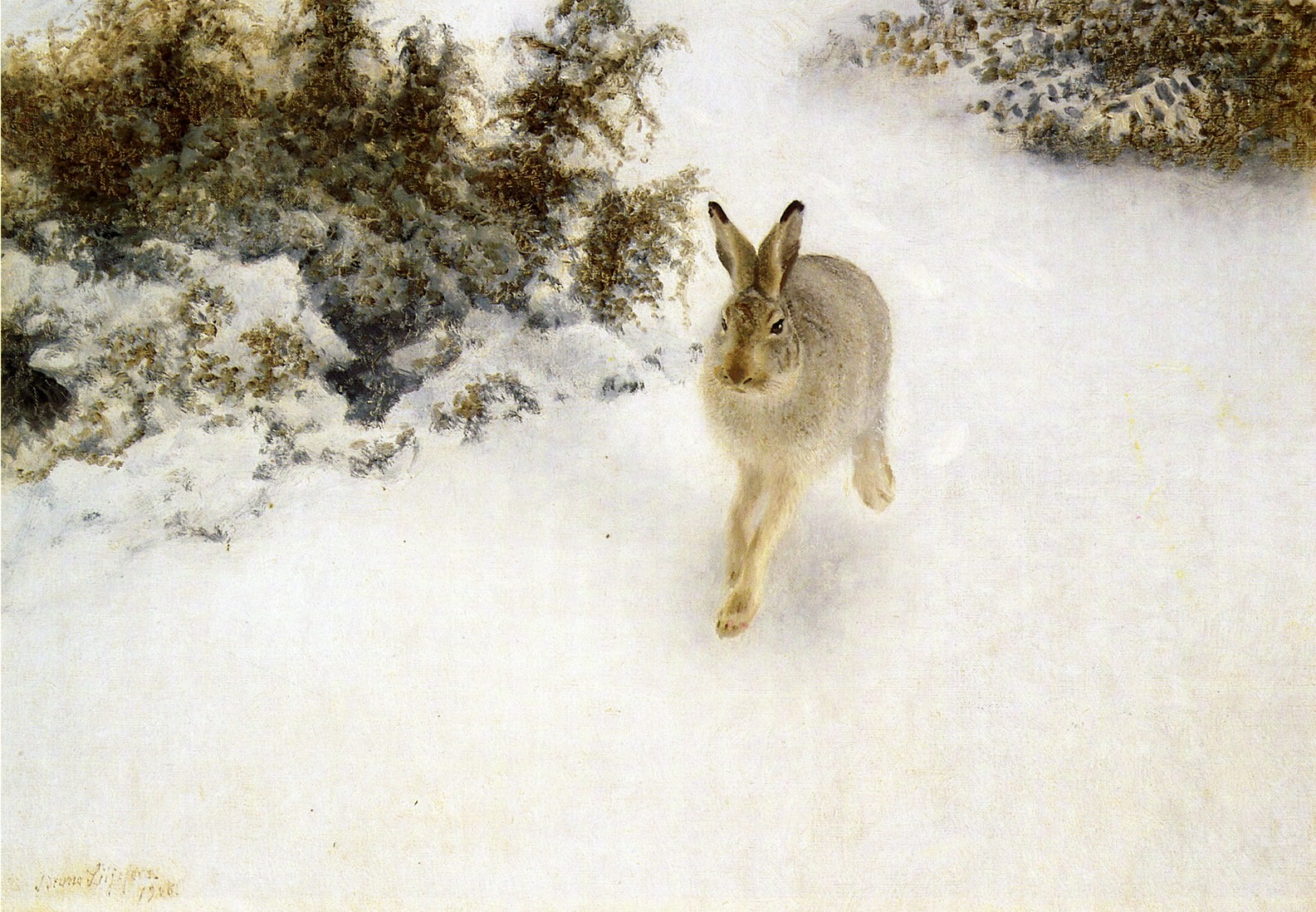
Schneehase (1908)

## Werke
- Das Reich des Wildes Neudamm Neumann,  Melsungen 1937